# Vitesse (band)
Vitesse is een voormalige Nederlandse rockgroep. Drummer en zanger Herman van Boeyen was de drijvende kracht achter de band. De andere rollen binnen de band zijn door een grote keur aan artiesten ingevuld. De band heeft begin jaren 80 een aantal hitsingles gehad zoals "Rosalyn", "Good lookin'", "Whole lot of travellin'" en "Vanity island".
Vitesse heeft bestaan van 1975 tot en met 1994.

## Biografie
Vitesse werd in 1975 opgericht in Amsterdam door Herman van Boeyen. Herman Brood (zang en piano, voormalig Cuby and the Blizzards), Rob ten Bokum (gitaar) en Peter Smid (bas) waren de andere leden. In het eerste jaar hebben veel gitaristen de band verlaten en ook komen versterken.
In datzelfde jaar kreeg Vitesse een platencontract bij Reprise en bracht een titelloos debuutalbum uit. De band bestond op dat moment uit Herman van Boeyen, Herman Brood, Jan-Piet den Tex, Gerrit Veen en Ross Recardi. Herman Brood verliet de band om solo verder te gaan en nam Gerrit Veen mee.

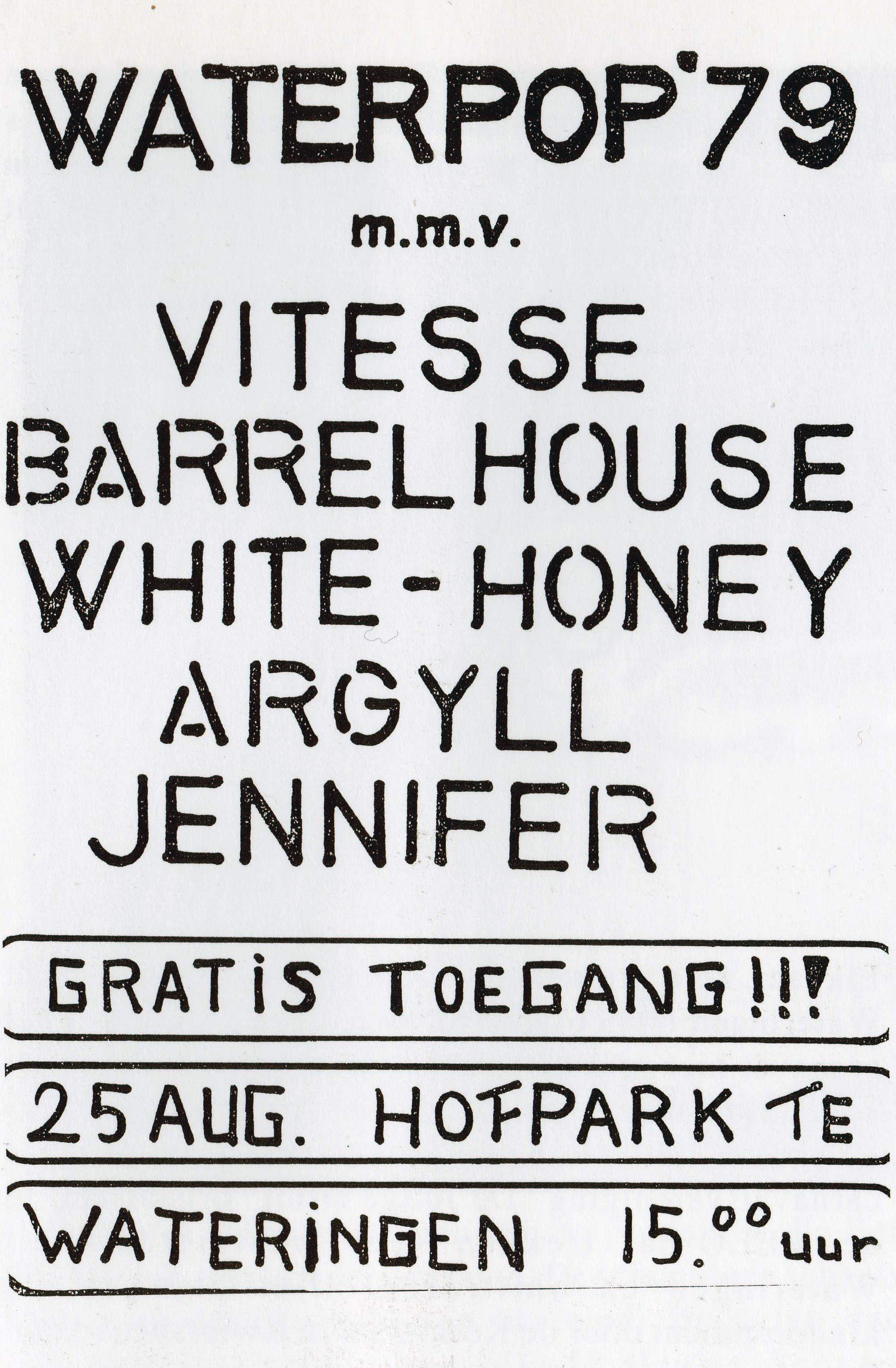
Affiche voor Waterpop (1979)

Na het album Rendez Vous (Negram 1977) te hebben uitgebracht, brak de band nog niet echt door in Nederland. Ook de LP Out in the Country (Negram 1978), met naast drummer Herman van Boeyen de gitaristen Jan van der Meij en Rudy de Queljoe (ex-Brainbox) en bassist Wilco Toerroe Leerdam, bracht niet het grote succes. Het album kreeg een positieve ontvangst maar bleef steken in de polls. Het album Rock Invader (Negram 1979) deed het beter. De single "Rock & Roll Band", een stevige compositie van Van der Meij, haalde de hitparades, evenals het nummer "Whole lot of Travellin'". In Duitsland was de band succesvoller. Begin 2007, dertig jaar na de uitgave van Rendez Vous, bracht EMI de drie Negram-albums opnieuw uit; in een cd-box, remastered.
Na het uiteenvallen van Wild Romance probeerde Herman van Boeyen opnieuw samen te werken met Herman Brood. Dit mislukte en Brood nam zelfs bassist Peter van Straten uit de groep mee, die echter al na twee dagen terugkeerde. In 1980 verscheen het album 'Live' van het driemanschap Herman van Boeyen, Peter van Straten en Jan van der Meij. Van Boeyen ging hierna verder zonder Van Straten en ook Van der Meij moest het veld ruimen. Deze twee artiesten richtten vervolgens de formatie Powerplay op.
Na weer een geflopt album behaalde Vitesse in 1982 eindelijk succes. In de bezetting met Otto Cooymans, Rudy Englebert en Carl Carlton vielen de singles "Rosalyn" en "Good lookin'" op en de albums Live in Germany en Incomplete Works & Other Hits bereikten respectievelijk de 19e en 15e plaats in de albumlijst. In 1983 bereikte Vitesse met het nummer "Julia" een dertigste plaats in de hitlijsten. Na onenigheid met Van Boeyen verliet Cooymans de band en nam Englebert en Carlton mee.
Het volgende album, Vanity Island, en de gelijknamige single flopten en in 1985 was de band dan ook op zoek naar iets nieuws. Maar ook het volgende album en singles flopten en platenmaatschappij Philips zegde het contract dan ook op.
In de jaren die volgden bleef Herman van Boeyen het proberen met Vitesse, maar geen van zijn albums of singles werden opgemerkt door het grote publiek. Herman van Boeyen was ondertussen in Duitsland gaan wonen, waar hij werd gesteund door een zakenman. De in 1990 uitgekomen single "Ever since I met you" brak geen glazen in Nederland, maar in Duitsland was het nummer redelijk succesvol. De band bestond op dat moment, op Van Boeyen na, uit Duitse muzikanten en dat zou tot het einde van de band ook zo blijven.
In 1994, na de geflopte single "All of the time", stopte Van Boeyen na 19 jaar met de band Vitesse.
In 2014 was het nummer Rosalyn te horen in de speelfilm Hemel op aarde.
In februari 2019 verschijnt een cd met nooit uitgebrachte opnames, waaronder ook nooit uitgebrachte titels als First Train Home, Do It in de bezetting met Jan van der Meij, Rudy de Queljoe en Wilco Turu Leerdam, en bijvoorbeeld Money Honey en Preoccupied met Herman Brood (op Preoccupied speelt Brood alleen piano).

## Discografie

### Albums
| Album met eventuele hitnotering(en) in de Nederlandse Album Top 100                               | Datum van verschijnen | Datum van binnenkomst | Hoogste positie | Aantal weken | Opmerkingen                          |
| ------------------------------------------------------------------------------------------------- | --------------------- | --------------------- | --------------- | ------------ | ------------------------------------ |
| Vitesse                                                                                           | 1975                  | -                     |                 |              |                                      |
| Rendez-vous                                                                                       | 1977                  | -                     |                 |              |                                      |
| Herman Brood in Vitesse                                                                           | 1978                  | -                     |                 |              | Gelijk aan het eerste album uit 1976 |
| Out in the country                                                                                | 1978                  | -                     |                 |              |                                      |
| Rock invader                                                                                      | 1979                  | 10-11-1979            | 29              | 6            |                                      |
| Live                                                                                              | 1980                  | -                     |                 |              | Livealbum                            |
| Good news                                                                                         | 1981                  | -                     |                 |              |                                      |
| Live in Germany                                                                                   | 1982                  | 11-09-1982            | 19              | 14           | Livealbum                            |
| Incomplete works and other hits (You always never knew you would like to know already about with) | 1982                  | 18-12-1982            | 15              | 10           | Verzamelalbum                        |
| Vanity islands                                                                                    | 1984                  | -                     |                 |              |                                      |
| Het beste van                                                                                     | 1985                  | -                     |                 |              | Verzamelalbum                        |
| Keepin' me alive                                                                                  | 1985                  | -                     |                 |              |                                      |
| The best                                                                                          | 1988                  | -                     |                 |              | Verzamelalbum                        |
| Back on earth                                                                                     | 1992                  | -                     |                 |              |                                      |
| Best of Vitesse                                                                                   | 1997                  | -                     |                 |              | Verzamelalbum                        |
| Good lookin                                                                                       | 1999                  | -                     |                 |              | Verzamelalbum                        |
| From The Stable (The Lost Tapes)                                                                  | 2019                  | -                     |                 |              | }                                    |

### Singles
| Single met eventuele hitnotering(en) in de Nederlandse Top 40 | Datum van verschijnen | Datum van binnenkomst | Hoogste positie | Aantal weken | Opmerkingen                                           |
| ------------------------------------------------------------- | --------------------- | --------------------- | --------------- | ------------ | ----------------------------------------------------- |
| April wind                                                    | 1976                  | -                     |                 |              |                                                       |
| Do you wanna dance                                            | 1976                  | -                     |                 |              |                                                       |
| You can't beat me                                             | 1977                  | 21-05-1977            | tip16           | -            |                                                       |
| Out in the country                                            | 1978                  | -                     |                 |              |                                                       |
| We'll do the music tonight                                    | 1978                  | -                     |                 |              |                                                       |
| Rock and roll band                                            | 1979                  | 06-10-1979            | 29              | 4            | #36 in de Nationale Hitparade / #30 in de TROS Top 50 |
| On the run                                                    | 1979                  | 15-12-1979            | tip18           | -            |                                                       |
| Running and hiding                                            | 1979                  | -                     |                 |              |                                                       |
| Goin' up                                                      | 1980                  | -                     |                 |              |                                                       |
| Whole lot of travellin'                                       | 1980                  | 23-02-1980            | tip17           | -            |                                                       |
| Can't keep a promise                                          | 1981                  | -                     |                 |              |                                                       |
| Desire                                                        | 1981                  | -                     |                 |              |                                                       |
| Generator of love                                             | 1981                  | -                     |                 |              |                                                       |
| Rosalyn                                                       | 1982                  | 21-08-1982            | 9               | 7            | #16 in de Nationale Hitparade / #11 in de TROS Top 50 |
| Good lookin'                                                  | 1982                  | 13-11-1982            | 4               | 9            | #4 in de Nationale Hitparade / #4 in de TROS Top 50   |
| All my heart                                                  | 1983                  | -                     |                 |              |                                                       |
| Julia                                                         | 1983                  | 14-05-1983            | 30              | 3            | #30 in de Nationale Hitparade / #24 in de TROS Top 50 |
| Transit lover                                                 | 1983                  | -                     |                 |              |                                                       |
| Highway love                                                  | 1984                  | -                     |                 |              |                                                       |
| Keep up                                                       | 1984                  | -                     |                 |              |                                                       |
| Vanity islands                                                | 1984                  | 07-07-1984            | tip11           | -            |                                                       |
| Keepin' me alive                                              | 1985                  | -                     |                 |              |                                                       |
| Lights in the air                                             | 1985                  | -                     |                 |              |                                                       |
| Spanish heat                                                  | 1985                  | -                     |                 |              |                                                       |
| You turn me on                                                | 1985                  | -                     |                 |              |                                                       |
| A dirty mind is a joy forever                                 | 1986                  | -                     |                 |              |                                                       |
| I don't lose a friend                                         | 1987                  | -                     |                 |              |                                                       |
| Room to move                                                  | 1987                  | -                     |                 |              |                                                       |
| The risin' yen                                                | 1988                  | -                     |                 |              |                                                       |
| Dancin'                                                       | 1989                  | -                     |                 |              |                                                       |
| Ever since I met you                                          | 1990                  | -                     |                 |              |                                                       |
| Happy                                                         | 1992                  | -                     |                 |              |                                                       |
| What kind of man                                              | 1993                  | -                     |                 |              | #88 in de Nationale Top 100                           |
| Mrs. Everlast                                                 | 1993                  | -                     |                 |              |                                                       |
| All of the time                                               | 1994                  | -                     |                 |              |                                                       |

| Single met hitnotering(en) in de Vlaamse Ultratop 50 | Datum van verschijnen | Datum van binnenkomst | Hoogste positie | Aantal weken | Opmerkingen                 |
| ---------------------------------------------------- | --------------------- | --------------------- | --------------- | ------------ | --------------------------- |
| Rosalyn                                              | 1982                  | -                     |                 |              | Nr. 27 in de Radio 2 Top 30 |
| Good lookin'                                         | 1982                  | -                     |                 |              | Nr. 22 in de Radio 2 Top 30 |

### NPO Radio 2 Top 2000
| Nummer met noteringen in de NPO Radio 2 Top 2000 | '00  | '01 | '02  | '03  | '04  | '05  | '06  | '07  | '08  | '09  | '10  | '11  | '12  | '13  | '14  | '15  | '16  | '17  | '18  | '19  | '20  | '21  | '22  | '23  | '24  |
| ------------------------------------------------ | ---- | --- | ---- | ---- | ---- | ---- | ---- | ---- | ---- | ---- | ---- | ---- | ---- | ---- | ---- | ---- | ---- | ---- | ---- | ---- | ---- | ---- | ---- | ---- | ---- |
| Rosalyn                                          | 1117 | -   | 1019 | 1119 | 1449 | 1141 | 1123 | 1310 | 1228 | 1827 | 1689 | 1562 | 1598 | 1560 | 1438 | 1546 | 1497 | 1509 | 1934 | 1763 | 1954 | 1902 | 1760 | 1993 | 1873 |

1. ↑  Een '-' betekent dat het nummer niet was genoteerd en een vetgedrukt getal geeft de hoogste notering aan.
2. ↑  2000 was het eerste jaar met een notering voor dit nummer.

- International Standard Name Identifier: 0000 0001 0403 8311
- MusicBrainz: ca6465d2-028f-430f-a06c-bdf5a5af1123
- Virtual International Authority File: 155553360